# Велике Стахове
Велике Стахове (біл. вёска Вялікае Стахава) — село в складі Борисовського району Мінської області, Білорусь. Село підпорядковане Пригородницькій сільській раді, розташоване в північно-східній частині області.